# Don Was
Don Was (né le 13 septembre 1952 à Détroit) est un musicien et producteur américain.
De son vrai nom Don Fagenson, il fait ses débuts dans l'univers de la musique au sein de Was (Not Was), un groupe de dance-pop fondé en 1979 avec un ami d'enfance, David Weiss (David Was). Il y joue principalement de la basse et des claviers. Was (Not Was) sort quatre albums dans les années 1980 et plusieurs singles qui connaissent un certain succès commercial, notamment Spy in the House of Love et Walk the Dinosaur, respectivement 16e et 7e du Billboard Hot 100 en 1987-1988.
C'est cependant pour sa carrière de producteur qu'il est principalement connu : Don Was a notamment travaillé avec Bob Dylan, Iggy Pop, Ringo Starr, Zucchero ou les B-52's, et en 2014 avec Johnny Hallyday. Il est surtout connu comme producteur attitré des Rolling Stones depuis 1993.
Depuis 2012 Don Was est à la tête du label de jazz Blue Note.

## Distinctions
- 1990 : Grammy Award de l'album de l'année pour Nick of Time de Bonnie Raitt, qu'il a produit
- 1995 : British Academy Film Award de la meilleure musique de film pour la bande originale du film Backbeat : Cinq Garçons dans le vent
- 1995 : Grammy Award du producteur de l'année

## Liste d'albums produits
- 1985 : Spoiled Girl de Carly Simon
- 1989 : Cosmic Thing des B-52's
- 1989 : Nick of Time de Bonnie Raitt
- 1990 : Under the Red Sky de Bob Dylan
- 1990 : Brick by Brick d'Iggy Pop
- 1991 : Serious Fun de The Knack
- 1991 : Luck of the Draw de Bonnie Raitt
- 1992 : Good Stuff des B-52's
- 1992 : Strange Weather de Glenn Frey
- 1992 : Khaled de Khaled
- 1992 : Kirya d'Ofra Haza
- 1992 : Arkansas Traveler de Michelle Shocked
- 1992 : Time Takes Time de Ringo Starr
- 1993 : I'm Alive de Jackson Browne
- 1993 : Thousand Roads de David Crosby
- 1993 : Duets d'Elton John (un titre)
- 1993 : Across the Borderline de Willie Nelson
- 1993 : Kelly Willis de Kelly Willis
- 1994 : Waymore's Blues (Part II) de Waylon Jennings
- 1994 : Longing in Their Hearts de Bonnie Raitt
- 1994 : Voodoo Lounge des Rolling Stones
- 1995 : The Road Goes On Forever des Highwaymen
- 1995 : A Moment of Forever de Kris Kristofferson
- 1995 : Road Tested de Bonnie Raitt
- 1995 : Stripped des Rolling Stones
- 1996 : Organic de Joe Cocker
- 1996 : Sahra de Khaled
- 1997 : Bridges to Babylon des Rolling Stones
- 1998 : Undiscovered Soul de Richie Sambora
- 1999 : Avenue B d'Iggy Pop
- 1999 : Suicaine Gratifaction de Paul Westerberg
- 2000 : Maroon de Barenaked Ladies
- 2000 : Bette de Bette Midler
- 2001 : Lions des Black Crowes
- 2002 : Christmas Is Almost Here de Carly Simon
- 2004 : Ya-Rayi de Khaled
- 2004 : Live Licks des Rolling Stones
- 2005 : A Bigger Bang des Rolling Stones
- 2006 : This Old Road de Kris Kristofferson
- 2007 : Poison'd! de Poison
- 2008 : Last Days at the Lodge d'Amos Lee
- 2009 : Closer to the Bone de Kris Kristofferson
- 2009 : California Years de Jill Sobule
- 2010 : Stone Temple Pilots de Stone Temple Pilots
- 2012 : Born and Raised de John Mayer
- 2014 : Rester vivant de Johnny Hallyday
- 2016 : Blue & Lonesome des Rolling Stones